# Ivar Otto Bendixson
Ivar Otto Bendixson (1. srpna 1861, Stockholm, Švédsko – 29. listopadu 1935, Stockholm, Švédsko) byl švédský matematik. Zpočátku se zabýval zejména základy matematiky, především teorií množin, kde rozvíjel myšlenky Georga Cantora. Zabýval se také topologií a algebrou. Později se začal zajímat také o aplikovanou matematiku, významný je zejména jeho přínos v oblasti diferenciálních rovnic.